# Gaula
Gaula je farnost na portugalském ostrově Madeira, která se nachází na jihovýchodě ostrova. Město leží v okrese Santa Cruz. Podle dat z roku 2011 zde žilo 4 028 obyvatel. V 2. pol. 20. st. počet stálých obyvatel rychle klesal, na začátku 21. st. se ale jejich počet začal zvyšovat a v roce 2011 skoro dosáhl nejvyšší hodnoty z roku 1950, kdy ve městě žilo 4 036 stálých obyvatel.

## Historie
Nejstarší doložené zmínky sahají až do roku 1509, kdy král Manuel I. přiznal této lokalitě právo postavit malou kapli Santa Maria da Luz. Původně bylo správní území farnosti Gaula označována jako terra de adelos (česky země potulných obchodníků), terras de doutores (česky země lékařů), terra de padres (česky země kněžích) nebo terra das amoras (česky země ostružin). Tyto tehdejší názvy sloužily k odlišení místa od ostatních oblastí ostrova.
Gaula zahrnovala dvě církevní farnosti: na jihu se nacházela farnost Nossa Senhora da Luz a na severu farnost Achada de Gaula. Od 15. století se v oblasti, která se stala známou jako Gaula, usídlili osadníci ze severního Portugalska, Itálie, Francie a Skotska.

## Hospodářství
Gaula je s okolními farnostmi Santa Cruz a Caniço spojena dálnicí Via Rápida 1. Většina obyvatel města pracuje v zemědělství.